# Julia Nidecka
Julia Nidecka (ur. 10 września 1947 w Warszawie) – polska pisarka. Autorka opowiadań z dziedziny fantastyki naukowej.

## Biografia
W 1966 podjęła pracę w Zakładzie Fizjologii Roślin SGGW. W latach 1967–1969 była zatrudniona w Farmaceutycznej Spółdzielni Pracy „Unia" jako technik analityk. W 1973 ukończyła studia wieczorowe na Wydziale Chemii Politechniki Warszawskiej uzyskując tytuł inżyniera chemika. W 1970 rozpoczęła pracę w Centralnym Laboratorium Ochrony Radiologicznej w Warszawie na stanowisku adiunkta.
Jako autorka fantastyki naukowej debiutowała na łamach „Młodego Technika" opowiadaniem Megalomania (1976 nr 8). Kolejne opowiadania publikowała również w „Młodym Techniku" oraz w „Przeglądzie Technicznym". Kilka z nich weszło w skład antologii: Drugi próg życia, (NK, 1980), Phantasma (Suhrkamp Verlag, Frankfurt n. Menem) oraz Spotkanie w przestworzach 2 (KAW, 1982).
W 1983 autorka opublikowała zbiór opowiadań Goniący za Słońcem. Zbiór zawierał opowiadania: Co jest co; Megalomania; Sny o rozumie; Wilki na wyspie; Taśmy prawdy; Biotechnika; Kwiaty w bukiecie; Solidarność; Goniący za Słońcem; Wagary. 